# Rashid Sunyaev
Rashid Alievich Sunyaev (tiếng Tatar: Рәшит Гали улы Сөнәев, tiếng Nga: Раши́д Али́евич Сюня́ев; sinh ngày 1 tháng 3 năm 1943 tại Tashkent, USSR) là nhà vật lý thiên văn người Liên Xô và Nga thuộc Tatar gốc. Ông được đào tạo tại Viện Vật lý và Công nghệ Moskva (MS). Ông trở thành giáo sư tại MIPT năm 1974. Sunyaev là người đứng đầu Khoa Vật lý thiên văn Năng lượng cao của Viện Hàn lâm Khoa học Nga, và là nhà khoa học trưởng của Không gian Học viện Viện nghiên cứu từ năm 1992. Ông cũng là giám đốc của Viện vật lý thiên văn Max Planck trong Garched, Đức từ năm 1996, và Maureen và John Hendricks Giáo sư thỉnh giảng Trường Khoa học tự nhiên tại Viện Nghiên cứu Cao cấp Princeton tại Princeton từ năm 2010.

## Công trình
Sunyaev và Yakov B. Zel'dovich đã phát triển lý thuyết cho sự tiến hóa của biến động mật độ trong vũ trụ sơ khai. Họ dự đoán mô hình dao động âm thanh đã được nhìn thấy rõ ràng bởi WMAP và các thí nghiệm CMB khác trên bầu trời vi sóng và trong sự phân bố quy mô lớn của các thiên hà. Sunyaev và Zel'dovich đã tuyên bố trong bài báo năm 1970 của họ, "Về nguyên tắc, một cuộc điều tra chi tiết về phổ biến động có thể dẫn đến sự hiểu biết về bản chất của nhiễu loạn mật độ ban đầu do sự phụ thuộc định kỳ của mật độ phổ nhiễu loạn vào bước sóng (khối lượng) là đặc thù của nhiễu loạn đáng tin cậy. " Các thí nghiệm CMB hiện đã thấy thang đo đặc biệt này trong các phép đo nhiệt độ và phân cực. Các quan sát cấu trúc quy mô lớn đã thấy quy mô này trong các phép đo phân cụm thiên hà.
Với Yakov B. Zel'dovich, tại Viện Toán học ứng dụng Moscow, ông đã đề xuất cái được gọi là hiệu ứng Sunyaev-Zel'dovich, do electron liên quan đến gas trong cụm thiên hà đang phân tán bức xạ nền vi sóng vũ trụ.
Sunyaev và Nikolay I. Shakura đã phát triển mô hình của bồi tụ vào các lỗ đen, từ đĩa, và ông đã đề xuất một chữ ký cho bức xạ X từ vật chất xoắn vào lỗ đen. Ông đã hợp tác trong các nghiên cứu quan trọng về vũ trụ sơ khai, bao gồm sự tái hợp hydro và sự hình thành bức xạ nền vi sóng vũ trụ. Ông lãnh đạo nhóm vận hành đài quan sát tia X gắn liền với mô-đun Kauge-1 của Mir trạm vũ trụ và cũng là GRANAT quay quanh đài quan sát tia X. KANT đã thực hiện phát hiện tia X đầu tiên từ siêu tân tinh vào năm 1987. Nhóm của ông hiện đang chuẩn bị Dự án Vật lý thiên văn quốc tế Phổ-X-Gamma và đang làm việc với dữ liệu tàu vũ trụ INTEGRAL. Tại Garched, ông đang làm việc trong các lĩnh vực năng lượng cao lý thuyết vật lý thiên văn và vũ trụ vật lý và tham gia vào việc giải thích dữ liệu của chuyến du hành tàu vũ trụ Planck ESA.